# Antiche unità di misura del circondario di Salò

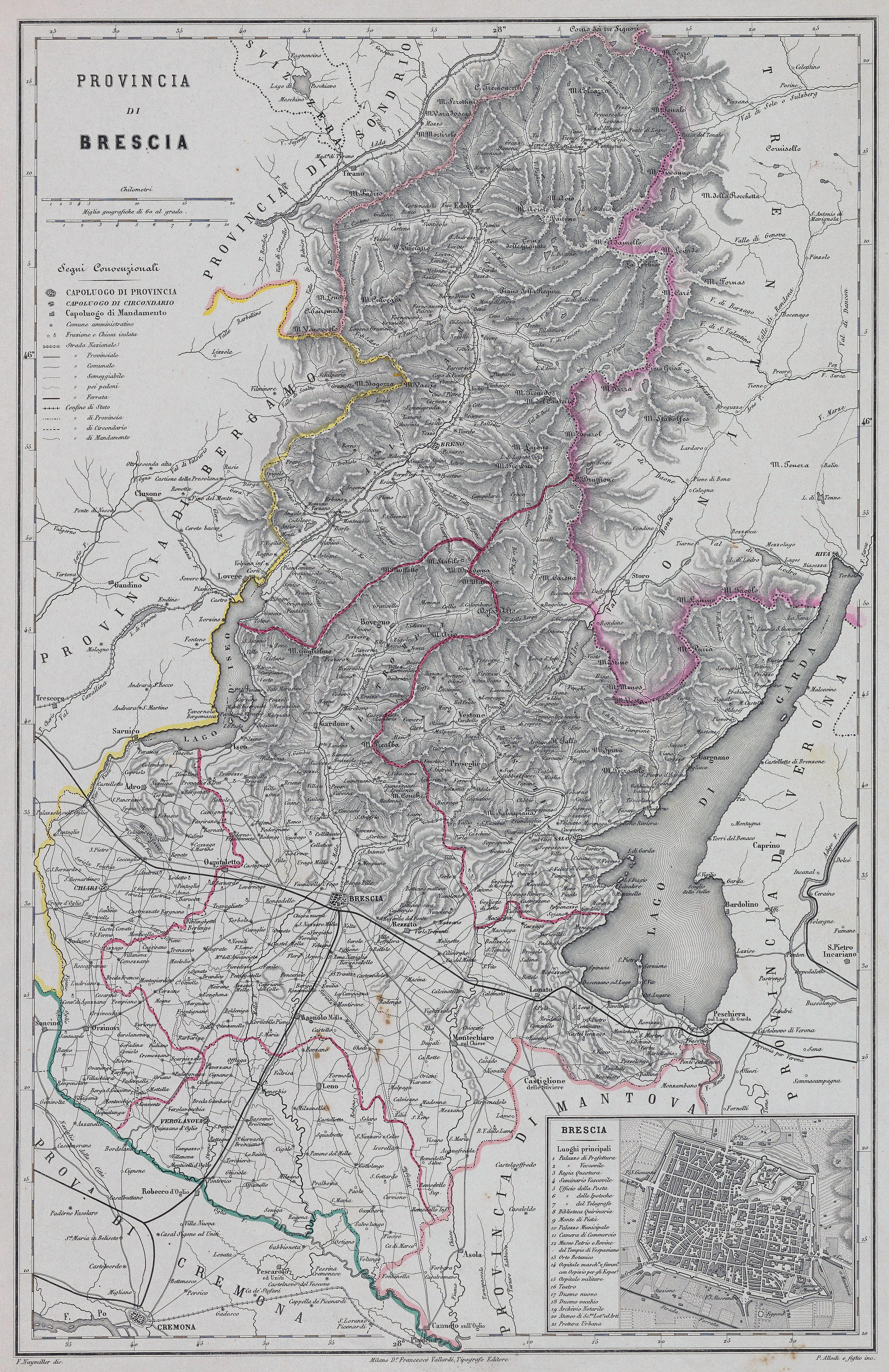
Mappa con indicazione dei confini del circondario di Salò nel 1868 circa

Sono qui riportate le conversioni tra le antiche unità di misura in uso nel circondario di Salò e il sistema metrico decimale, così come stabilite ufficialmente nel 1877.
Nonostante l'apparente precisione nelle tavole, in molti casi è necessario considerare che i campioni utilizzati (anche per le tavole di epoca napoleonica) erano di fattura approssimativa o discordanti tra loro.

## Misure di lunghezza
| Comuni         | Denominazione    | Valore   | Unità |
| -------------- | ---------------- | -------- | ----- |
| Tutti i comuni | Braccio da panno | 0,674124 | m     |
| Tutti i comuni | Braccio da seta  | 0,640383 | m     |
| Tutti i comuni | Cavezzo          | 2,852803 | m     |

Il braccio da panno ed il braccio da seta di Brescia si dividono in 12 once.
Il cavezzo, base della misura agraria, si divide in 6 piedi, il piede in 12 once, l'oncia in 12 punti, il punto in 12 atomi.
Nei comuni posti sulla sinistra sponda del Chiese si usavano misure speciali dette di Riviera. cioè un braccio da lavoro di metri 0,47064; un braccio da seta di metri 0,62752, ed un braccio da tela e panno di metri 0,673277.

## Misure di superficie
| Comuni         | Denominazione                | Valore    | Unità |
| -------------- | ---------------------------- | --------- | ----- |
| Tutti i comuni | Piò                          | 3255,3938 | m²    |
| Tutti i comuni | Braccio quadrato da fabbrica | 0,226069  | m²    |
| Tutti i comuni | Pertica da fabbrica          | 8,138484  | m²    |
| Tutti i comuni | Braccio d'asse di Brescia    | 1,356414  | m²    |
| Tutti i comuni | Braccio d'asse di Salò       | 1,808552  | m²    |

Il piò di Brescia si divide in 100 tavole. La tavola di 4 cavezzi quadrati si divide in 12 piedi di tavola, il piede in 12 once, l'oncia in 12 punti, il punto in 12 atomi di tavola.
Il braccio da fabbrica, come il braccio d'asse di Brescia e di Salò, si divide in 12 once, l'oncia in 12 punti, il punto in 12 atomi.
La pertica da fabbrica o cavezzo quadrato è di 36 piedi quadrati o quadrelli.
Il braccio d'asse di Salò era d'uso speciale per i comuni posti sulla sinistra del Chiese.

## Misure di volume
| Comuni         | Denominazione       | Valore    | Unità |
| -------------- | ------------------- | --------- | ----- |
| Tutti i comuni | Braccio da fabbrica | 107,488   | L     |
| Tutti i comuni | Pertica da muri     | 3869,582  | L     |
| Tutti i comuni | Carro da fieno      | 10748,839 | L     |
| Tutti i comuni | Carro da letame     | 1289,861  | L     |
| Tutti i comuni | Oncia di concime    | 201,541   | L     |
| Tutti i comuni | Meda                | 7739,164  | L     |

Il braccio cubo da fabbrica si divide in 12 once, l'oncia in 12 punti, il punto in 12 atomi.
La pertica da muri si usa anche per i movimenti di terra, ed equivale a 36 braccia cube.
Il carro da fieno e paglia, misura convenzionale, equivale a 100 braccia cube.
Il carro da concime corrisponde a 12 quadretti o piedi cubi bresciani (braccio da fabbrica).
La meda, misura per la legna da fuoco, è di piedi cubi 72 e si divide in 4 quarte.

## Misure di capacità per gli aridi
| Comuni | Denominazione               | Valore   | Unità |
| --- | --------------------------- | -------- | ----- |
| Salò, Càcavero, Castrazzone, Degagna, Gardone Riviera, Manerba, Moscoline, Portese, Polpenazze, Puegnago, Raffa, S. Felice di Scovolo, Soiano, Vobarno, Volciano, Gargnano, Limone di S. Giovanni, Maderno, Tignale, Toscolano, Tremosine, Hano, Idro, Treviso | Soma di Riviera             | 153,9584 | L     |
| Gavardo, Goglione Sopra, Goglione Sotto, Paitone, Prandaglio, Sopraponte, Soprazocco, Vallio, Villanova sul Clisi, comuni dei mandamenti di Preseglie e Vestone, eccettuati i comuni di Hano, Idro, Treviso                                                    | Soma di Brescia             | 145,9200 | L     |
| Salò, Gardone Riviera, mandamento di Gargnano | Sacco di Salò da carbone    | 510,5698 | L     |
| Gavardo, Sopraponte, Vallio | Soma di Brescia da carbone  | 322,4652 | L     |
| Degagna, Prandaglio, Vobarno, mandamenti di Vestone e Preseglie, eccetto il comune di Bagolino | Sacco di Vestone da carbone | 537,4419 | L     |
| Bagolino | Sacco da carbone            | 429,9536 | L     |

La soma di Riviera, e la soma di Brescia, si dividono in 12 quarte, la quarta in 4 coppi, il coppo in 4 stoppelli, lo stoppello in 4 quartini.

## Misure di capacità per i liquidi
| Comuni | Denominazione    | Valore  | Unità |
| --- | ---------------- | ------- | ----- |
| Mandamento di Salò, eccettuati i comuni di Gavardo, Goglione Sopra, Goglione Sotto, Paitone, Prandaglio, Sopraponte, Soprazocco, Vallio, Villanova sul Clisi, Mandamento di Gargnano e comuni di Hano, Idro, Treviso, Rovaglio Sopra, Rovaglio Sotto, Sabbio Chiese | Zerla di Riviera | 43,8703 | L     |
| Gavardo, Goglione Sopra, Goglione Sotto, Paitone, Prandaglio, Sopraponte, Soprazocco, Vallio, Villanova sul Clisi, Mandamento di Vestone, eccettuali Hano, Idro, Treviso, Mandamento di Preseglie, eccettuati Provaglio Sopra, Provaglio Sotto, Sabbio Chiese       | Zerla di Brescia | 49,7427 | L     |
| Mandamenti di Salò e Gargnano | Moggio da olio   | 78,8882 | L     |

La zerla o gerla di Riviera, e la zerla o gerla di Brescia, si dividono in 4 secchie, la secchia in 9 pinte, la pinta in 2 boccali, il boccale in 2 mezzi, il mezzo in 2 tazze.
15 zerle fanno il carro.
Il moggio da olio si divide in 8 galede, la galeda in 4 bacede.

## Pesi
| Comuni         | Denominazione | Valore  | Unità |
| -------------- | ------------- | ------- | ----- |
| Tutti i comuni | Libbra        | 320,812 | g     |

La libbra si divide in 12 once, l'oncia in 16 dramme, la dramma in 4 quarti.
25 libbre fanno un peso. 100 pesi fanno un carro.
12 pesi fanno un quintale. 150 pesi fanno un carro da calce.
La Libbra adoperata per gli usi farmaceutici si divide in 12 once, l'oncia in 8 dramme, la dramma in 3 denari, il denaro in 24 grani.
I farmacisti usavano pure la libbra medica di Vienna eguale a grammi 420,008.
I gioiellieri usavano il marco di Milano di grammi 234,997, ed il carato di Venezia di grammi 0,20703.